# آنا كورنيليا هولت
آنا كورنيليا هولت هي رسامة هولندية، ولدت في 1671 في زفوله في هولندا، وتوفي بنفس المكان في 1692.